# Great Western Railway of Colorado
| Great Western Railway of Colorado | Great Western Railway of Colorado |
| --------------------------------- | --------------------------------- |
| Great Western 2-8-0 52            |                                   |
| Streckenlänge:                    | 129 km                            |
| Spurweite:                        | 1435 mm (Normalspur)              |
|                                   |                                   |

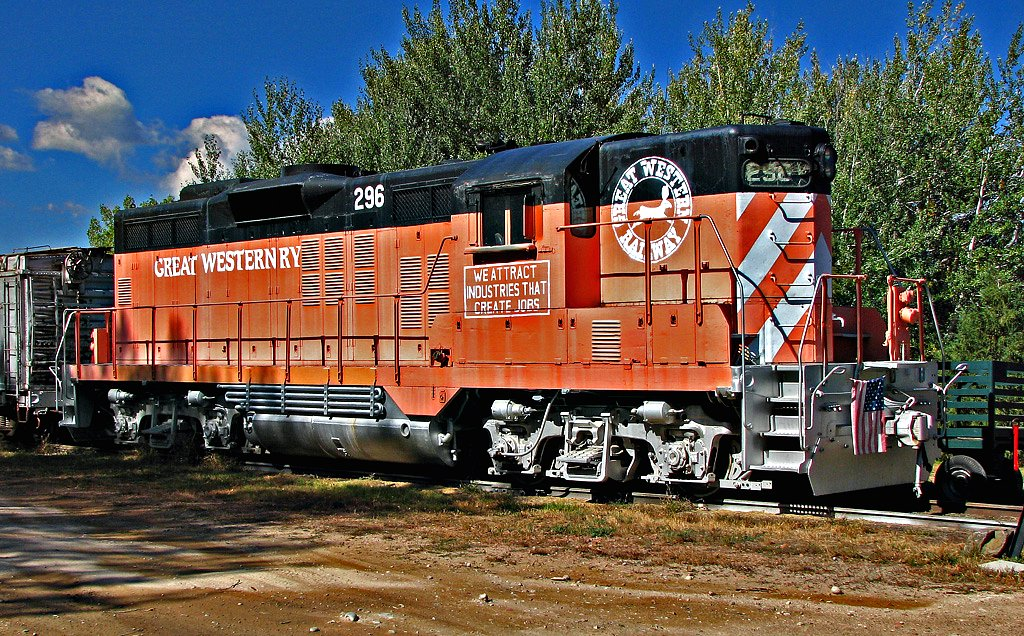
Great Western Railway GP9 #296, gebaut 1954, abgestellt 2003. Derzeit restauriert auf der Heber Valley Railroad.

Die Great Western Railway of Colorado (kurz GWR) ist eine Class-3-local railroad-Bahngesellschaft, die im US-Bundesstaat Colorado Bahnstrecken einer Gesamtlänge von 129 km betreibt, die mit den Netzen der Union Pacific Railroad und der BNSF Railway verbunden sind. 

## Geschichte
1901 wurde das Unternehmen Great Western Railway of Colorado durch die Great Western Sugar Company und andere Zuckerfabriken in Colorado gegründet. Etwa zeitgleich wurde mit dem Bau der Strecke begonnen. 
Zwischen 1917 und 1926 wurden mit den Zügen auch Passagiere transportiert.  Noch heute findet auf der Strecke Güterverkehr statt, der sogar zunimmt; Kunden sind vor allem Anheuser-Busch, Eastman Kodak und Simplot. Personenverkehr findet nicht mehr statt. Heute ist GWR ein Tochterunternehmen von Omnitrax. 
Die Strecke spielt insbesondere für die Erschließung und Belieferung des Great Western Industrial Park in Windsor eine wichtige Rolle. Dieser ist nach eigenen Angaben eine der prosperierendsten Industrieregionen in den USA, wodurch die Eisenbahn einen Aufschwung erfährt.

## Streckenverlauf
Die Hauptlinie führt von Loveland nach Johnstown, wo sie sich in zwei Strecken gabelt: In südlicher Richtung verläuft die Strecke hier nach Longmont, in nördlicher Richtung verläuft die Strecke nach Eaton. Bei Windsor zweigen von der Strecke nach Eaton jeweils eine Strecke nach Greeley und Fort Collins. Die Endbahnhöfe von Loveland, Longmont und Fort Collins liegen an einer Strecke der BNSF; Eaton, Fort Collins und Greeley an einer Strecke der Union Pacific.

## Fahrzeuge
Im Streckennetz waren unter anderem folgende Lokomotiven unterwegs: 
- Great Western 90
- Great Western 60

Heute verkehren auf der Strecke hauptsächlich Dieselloks.